# ハブクラゲ
ハブクラゲ（波布水母、波布海月、Chironex yamaguchii）は、沖縄や奄美の海域に生息するクラゲであり、立方クラゲ目 (Cubomedusae) に属する。

## 生態
5月から10月にかけて発生する熱帯性の立方クラゲ。立方型の傘と、傘の四隅から7-8本ずつ伸びる触手が特徴。傘高は10-15センチメートル、伸縮する触手は伸びると1.5メートル以上になる。強力な刺胞毒を持ち、触手に触れた小魚などの獲物を麻痺させて捕食する。

## 学名
本種の学名は Chiropsalmus quadrigatus とされていたが、2009年に日本近海の個体群には別の学名 Chironex yamaguchii が与えられ、オーストラリアウンバチクラゲと同じ属に属することになった。種小名の yamaguchii は、元琉球大学教授の山口正士への献名である。また、和名の「ハブ」とは毒蛇のハブのことである。

## 毒性
本種は日本近海に生息するクラゲの中でも特に危険な種である。ハブクラゲ刺傷の症状としては、局所症状として疼痛、ミミズ腫れ、水ぶくれ、皮膚壊死、瘢痕形成、再燃性遅延性アレルギー性皮膚炎などがみられる。重症の場合には、全身症状の呼吸抑制や血圧低下などのショック症状を引き起こすこともある。過去の死亡例は、1961年8月（大宜味村）、1997年8月（金武町）、1998年7月（石垣市）に報告されている。
傘がほぼ透明であるうえ、小魚を求めて浅瀬にまで入ってくることから、気づかずに接触して刺されることが多い。沖縄県では6月から10月にかけて刺傷事故の発生を抑制するため、海水浴場でハブクラゲ侵入防止ネットを設置していることが多い。
刺された場合は速やかに陸に上がり、多量の食酢を患部にかけてから巻き付いた触手を取り除き、痛みが強い場合は氷や冷水で冷やして安静にする。被害者が幼児の場合には重症化する危険性が高まるため、上記の応急処置に加えて医療機関へ搬送するのが望ましい。なお、食酢にはハブクラゲやアンドンクラゲの刺胞の発射を抑制する働きがあるが、カツオノエボシやウンバチイソギンチャクの刺胞には逆に発射を促進させてしまうため、誤って用いないよう気をつけなければならない。

## 展示
2006年7月ごろに新江ノ島水族館でこのクラゲが展示されるようになった。